# خط طول 98° شرق
خط طول 98° شرق هو أحد خطوط الطول الجغرافية، والتي تمتد من القطب الشمالي الجغرافي إلى القطب الجنوبي الجغرافي، وحسب التحويل الزمني يتقدم خط طول 98° شرق عن خط غرينتش بـ6 ساعة و32 دقيقة.

## من القطب إلى القطب
ينطلق خط طول 98° شرق من القطب الشمالي نحو القطب الجنوبي مرورا بالمناطق التي ترد في الجدول التالي:
| الإحداثيات                         | البلد أو الإقليم أو البحر | ملاحظات |
| ---------------------------------- | ------------------------- | --- |
| 90°0′N 98°0′E / 90.000°N 98.000°E  | المحيط المتجمد الشمالي    | |
| 80°41′N 98°0′E / 80.683°N 98.000°E | روسيا                     | كراسنويارسك كراي — جزيرة كومسوموليتس, سيفيرينيا زيمليا |
| 80°38′N 98°0′E / 80.633°N 98.000°E | بحر لابتيف                | |
| 80°6′N 98°0′E / 80.100°N 98.000°E  | روسيا                     | كراسنويارسك كراي — جزيرة ثورة أكتوبر, سيفيرينيا زيمليا |
| 78°49′N 98°0′E / 78.817°N 98.000°E | بحر كارا                  | |
| 76°7′N 98°0′E / 76.117°N 98.000°E  | روسيا                     | كراسنويارسك كراي إركوتسك أوبلاست — من 57°50′N 98°0′E / 57.833°N 98.000°E توفا — من 53°17′N 98°0′E / 53.283°N 98.000°E |
| 51°23′N 98°0′E / 51.383°N 98.000°E | منغوليا                   | |
| 50°53′N 98°0′E / 50.883°N 98.000°E | روسيا                     | توفا — لحوالي 5 km |
| 50°50′N 98°0′E / 50.833°N 98.000°E | منغوليا                   | لحوالي 13 km |
| 50°43′N 98°0′E / 50.717°N 98.000°E | روسيا                     | |
| 50°2′N 98°0′E / 50.033°N 98.000°E  | منغوليا                   | توفا |
| 42°41′N 98°0′E / 42.683°N 98.000°E | جمهورية الصين الشعبية     | منغوليا الداخلية قانسو — من 41°5′N 98°0′E / 41.083°N 98.000°E تشينغهاي — من 38°50′N 98°0′E / 38.833°N 98.000°E سيتشوان — من 33°57′N 98°0′E / 33.950°N 98.000°E منطقة التبت ذاتية الحكم — من 32°24′N 98°0′E / 32.400°N 98.000°E |
| 28°17′N 98°0′E / 28.283°N 98.000°E | ميانمار (Burma)           | |
| 25°16′N 98°0′E / 25.267°N 98.000°E | جمهورية الصين الشعبية     | يونان (الصين) |
| 24°3′N 98°0′E / 24.050°N 98.000°E  | ميانمار (Burma)           | |
| 19°38′N 98°0′E / 19.633°N 98.000°E | تايلاند                   | |
| 17°30′N 98°0′E / 17.500°N 98.000°E | ميانمار (Burma)           | |
| 14°17′N 98°0′E / 14.283°N 98.000°E | المحيط الهندي             | بحر أندامان |
| 12°23′N 98°0′E / 12.383°N 98.000°E | ميانمار (Burma)           | Islands in the أرخبيل الميرغي, including Thayawthadangyi |
| 11°57′N 98°0′E / 11.950°N 98.000°E | المحيط الهندي             | بحر أندامان |
| 12°23′N 98°0′E / 12.383°N 98.000°E | ميانمار (Burma)           | Islands in the أرخبيل الميرغي |
| 11°57′N 98°0′E / 11.950°N 98.000°E | المحيط الهندي             | بحر أندامان — مرورا بغرب the جزيرة Bentinck Kyun, ميانمار (في 11°49′N 98°1′E / 11.817°N 98.017°E) |
| 11°27′N 98°0′E / 11.450°N 98.000°E | ميانمار (Burma)           | Islands in the أرخبيل الميرغي |
| 11°19′N 98°0′E / 11.317°N 98.000°E | المحيط الهندي             | بحر أندامان — مرورا بغرب the جزيرة Lanbi Kyun, ميانمار (في 10°53′N 98°4′E / 10.883°N 98.067°E) |
| 10°33′N 98°0′E / 10.550°N 98.000°E | ميانمار (Burma)           | Islands in the أرخبيل الميرغي |
| 10°19′N 98°0′E / 10.317°N 98.000°E | المحيط الهندي             | بحر أندامان — مرورا بغرب the جزيرة Zadetkyi Kyun, ميانمار (في 9°54′N 98°7′E / 9.900°N 98.117°E) · مضيق ملقا – من 7°32′N 98°0′E / 7.533°N 98.000°E                                                                              |
| 4°37′N 98°0′E / 4.617°N 98.000°E   | إندونيسيا                 | جزيرة سومطرة |
| 2°14′N 98°0′E / 2.233°N 98.000°E   | المحيط الهندي             | مرورا بشرق the جزيرة نياس, إندونيسيا (في 0°57′N 97°55′E / 0.950°N 97.917°E) · مرورا بغرب the جزر باتو, إندونيسيا (في 0°3′S 98°14′E / 0.050°S 98.233°E)                                                                         |
| 60°0′S 98°0′E / 60.000°S 98.000°E  | المحيط الجنوبي            | |
| 65°33′S 98°0′E / 65.550°S 98.000°E | القارة القطبية الجنوبية   | الإقليم الأسترالي في القارة القطبية الجنوبية, المطالب الإقليمية بالقارة القطبية الجنوبية by أستراليا |